# 赤腹松鼠
赤腹松鼠（学名：Callosciurus erythraeus）为松鼠科丽松鼠属的动物。分布于孟加拉国、柬埔寨、印度、老挝、马来西亚、缅甸、泰国、越南、台湾、西藏、陕西、安徽、云南、海南、四川、江苏、福建、浙江、湖北等地，主要生活于热带、亚热带森林。该物种的模式产地在印度阿萨姆。

## 特徵
體長約18~24公分，尾長約18~20公分，體重在500公克以下，腹部及四肢內側呈現赤紅色，尾毛膨鬆明顯黑棕色夾白毛，背部暗褐色,且有驚人的跑步速度。

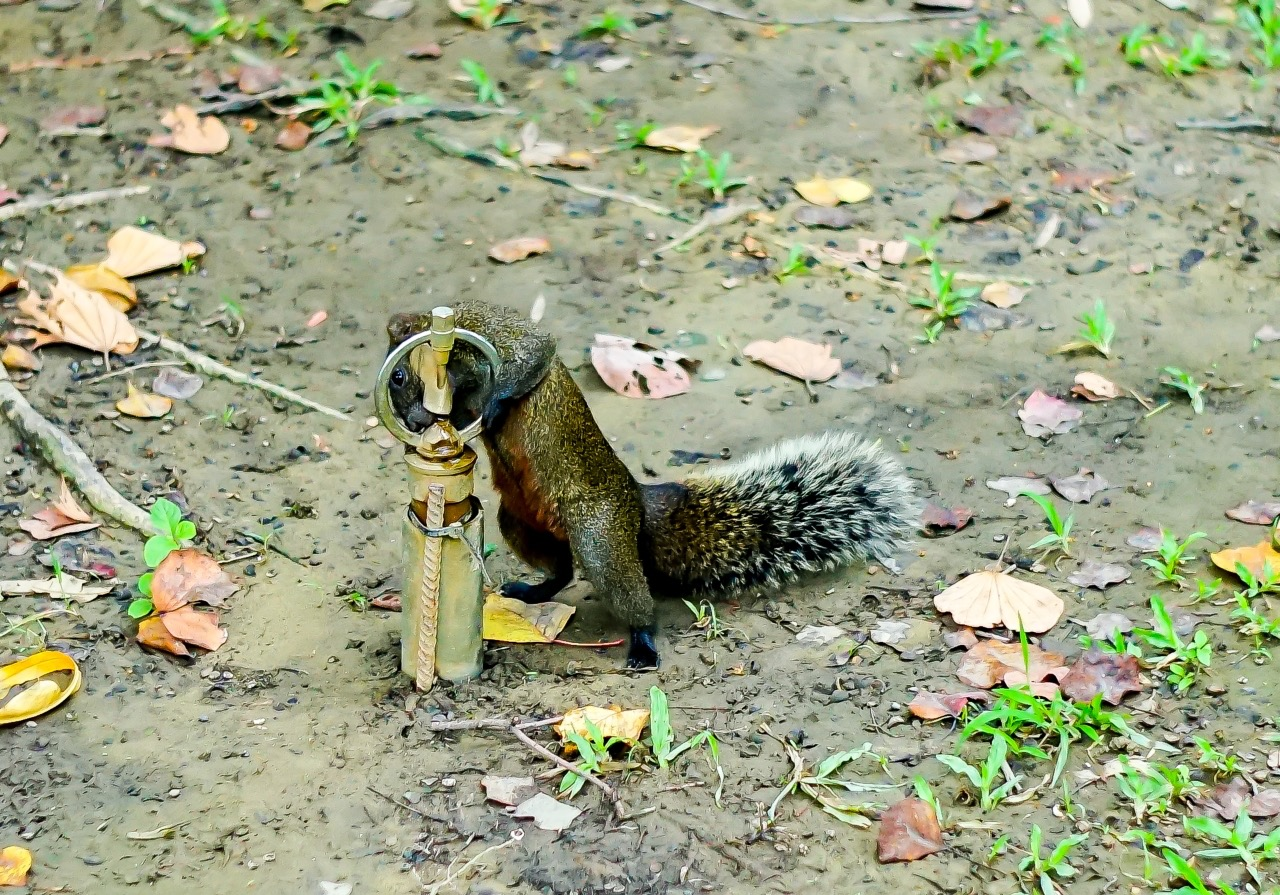
赤腹松鼠在公園喝水

## 習性
為日行性動物，大多單隻活動，常見其於樹林間跳躍。清晨和黃昏為其活動高峰，利用樹洞或自行找尋枝葉做窩；叫聲獨特而多樣，但容易分辨。全年可生殖，生殖季時偶而可見兩隻相互追逐。植食性，喜食植物之種子與果實。

## 亚种
本物種的亞種多達30多個，以下只是部分亞種：
- 赤腹松鼠川东亚种（学名：Callosciurus erythraeus bonhotei），Robinson et Wroughtan于1911年命名。在中国，分布于四川（东部）（长江以北、嘉陵江以西）、雅砻江以东等地。该物种的模式产地在四川[6]。
- 赤腹松鼠海南亚种（学名：Callosciurus erythraeus castaneoventris），Gray于1842年命名。在中国，分布于海南等地。该物种的模式产地在海南[7]。
- 赤腹松鼠台中亚种（学名：Callosciurus erythraeus centralis），Bonhte于1901年命名。分布于台湾（中部、北部）等地。该物种的模式产地在台湾中部[8]。
- 赤腹松鼠大巴山亚种（学名：Callosciurus erythraeus dobashanensis），Xu et Chen于1989年命名。在中国，分布于四川（东北部）（长江以北、大巴山以南）、嘉陵江以东等地。该物种的模式产地在四川万源县河口[9]。
- 赤腹松鼠川西亚种（学名：Callosciurus erythraeus gloveri），Thomas于1921年命名。在中国，分布于云南（北部）、四川（西部）、西藏（东部）等地。该物种的模式产地在四川西部[10]。
- 赤腹松鼠贡山亚种（学名：Callosciurus erythraeus gongshanensis），Pen et Wang于1981年命名。在中国，分布于云南（高黎贡山）等地。该物种的模式产地在云南贡山[11]。
- 赤腹松鼠缅北亚种（学名：Callosciurus erythraeus gordoni），Anderson于1871年命名。在中国，分布于云南（怒江以西）等地。该物种的模式产地在阿萨姆[12]。
- 赤腹松鼠越北亚种（学名：Callosciurus erythraeus hendeei），Osgood于1932年命名。在中国，分布于澜沧江与元江之间）、云南（墨江以南等地。该物种的模式产地在越南沙巴[13]。
- 赤腹松鼠滇西北亚种（学名：Callosciurus erythraeus intermedius），Anderson于1879年命名。在中国，分布于云南（滇西北独龙河谷）等地。该物种的模式产地在阿萨姆[14]。
- 赤腹松鼠昆明亚种（学名：Callosciurus erythraeus michianus），Robinson et Wroughton于1911年命名。在中国，分布于云南（金沙江以南、澜沧江与元江之间）等地。该物种的模式产地在云南[15]。
- 赤腹松鼠黑背亚种（学名：Callosciurus erythraeus nigrodorsalis），Kurods于1935年命名。分布于台湾（东南部）等地。该物种的模式产地在台湾东南部[16]。
- 赤腹松鼠宁波亚种（学名：Callosciurus erythraeus ningpoensis），Bonhte于1901年命名。在中国，分布于江苏（东南部）、安徽（南部）、浙江、福建等地。该物种的模式产地在浙江宁波[17]。
- 赤腹松鼠秦岭亚种（学名：Callosciurus erythraeus qinlingensis），Xu et Chen于1989年命名。在中国，分布于湖北（汉江以北）、陕西（秦岭以南）等地。该物种的模式产地在陕西山阳县[18]。

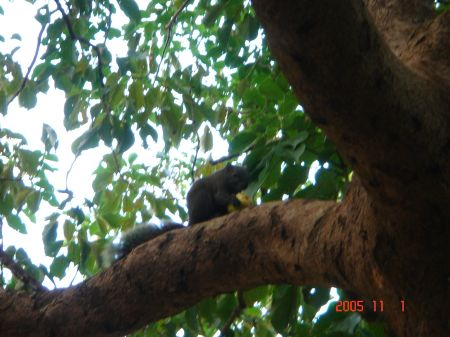
赤腹松鼠台北亚种

- 赤腹松鼠台北亚种（学名：Callosciurus erythraeus roberti），Bonhte于1901年命名。在台灣，分布于台北等地。该物种的模式产地在台湾西北部[19]。
- 赤腹松鼠嘉兴亚种（学名：Callosciurus erythraeus styani），Thomas于1894年命名。在中国，分布于江苏、安徽、浙江、湖北等地。该物种的模式产地在上海与杭州之间[20]。
- 赤腹松鼠无量山亚种（学名：Callosciurus erythraeus wuliangensis），Li et Wang于1981年命名。在中国，分布于云南（中部无量山）等地。该物种的模式产地在云南景东无量山[21]。
- 赤腹松鼠武陵山亚种（学名：Callosciurus erythraeus wulingshanensis），Wu et Chen于1989年命名。在中国，分布于贵州（武陵山以北）、四川（长江以南）等地。该物种的模式产地在四川黔县[22]。
- 赤腹松鼠滇西南亚种（学名：Callosciurus erythraeus zimmeensis），Robinson et Wroughton于1916年命名。在中国，分布于云南（澜沧江以西）等地。该物种的模式产地在泰国[23]。

- 台灣松鼠（學名：Callosciurus erythraeus taiwanensis)。為台灣特有亞種，分布於台灣各海拔，常見於中、低海拔。[3]

| 亚种       | 学名                   | 背部                                   | 腹部             | 尾部                                                                         | 足               | 耳                         | 前胸楔形纹     | 腹中央纹             | 图片 |
| ---------- | ---------------------- | -------------------------------------- | ---------------- | ---------------------------------------------------------------------------- | ---------------- | -------------------------- | -------------- | -------------------- | ---- |
| 川东亚种   | C. e. bonhotei         | 橄榄褐色且明显的带赤色                 | 栗红色           | 同背色，具黑色尾梢                                                           | 淡黑色           | 同背色                     | 无             | 无                   |      |
| 昆明亚种   | C. e. michianus        | 橄榄褐色，背中央稍暗                   | 暗栗色           | 橄榄褐色，具黑色尾梢                                                         | 黑色             | 同背色                     | 橄榄灰色       | 橄榄灰色，不达尾基   |      |
| 华南亚种   | C. e. castaneoventris  | 暗橄榄褐色                             | 暗栗色           | 黑色尾端区域的1/4部分毛尖显白色                                              | 淡黑色           | 淡黄色                     | 无             | 无                   |      |
| 武陵山亚种 | C. e. wulingshanensis  | 橄榄黄褐色                             | 暗红色           | 同背色，具50～70mm长的黑色尾端区域，尾末端1/5部分次末端毛尖显白色            | 黑色             | 棕黄色                     | 无             | 无                   |      |
| 滇西北亚种 | C. e. intermedius      | 橄榄赤褐色                             | 亮栗紫色         | 同背色，无黑色尾端区域                                                       | 同背色           | 同背色                     | 无             | 无                   |      |
| 贡山亚种   | C. e. gongshanensis    | 暗橄榄赤褐色                           | 栗紫色           | 同背色，具50～70mm长的黑色尾端区域，尾末端毛具较弄的棕黄色或棕红色次末端毛尖 | 趾纯黑，余同背色 | 浓赭褐色且具棕黄色的耳后斑 | 无             | 无                   |      |
| 大巴山亚种 | C. e. dabashanensis    | 橄榄黄褐色                             | 棕黄或棕红色     | 同背色，具30～50mm长的黑色尾端区域                                           | 同背色           | 同背色，耳背具黑色毛       | 无             | 无                   |      |
| 川西亚种   | C. e. gloveri          | 淡橄榄灰色，背中央区域稍暗             | 亮橙棕色         | 橄榄灰黄色，尾梢无黑色区域                                                   | 趾微黑，余同背色 | 深棕褐色                   | 无             | 无                   |      |
| 缅北亚种   | C. e. gordoni          | 一致的橄榄黄灰色                       | 棕红色           | 具30～40mm长黑色尾端区域，唯毛尖沾染淡黄或棕黄色                             | 趾微黑，余同背色 | 棕黄色                     | 橄榄灰色       | 橄榄灰褐色且延至尾基 |      |
| 滇西南亚种 | C. e. zimeensis        | 橄榄黄褐色，背中央区域较暗             | 橄榄棕黄或灰黄色 | 橄榄黄褐色                                                                   | 淡黑色           | 黄褐色                     | 淡棕黄色       | 淡橄榄黄色，不达尾基 |      |
| 无量山亚种 | C. e. wuliangshanensis | 橄榄褐色，背中央区域稍黑               | 栗红色           | 具30～50mm长的黑色尾端区，背面毛尖多显灰褐或黄褐色                           | 淡黑色           | 棕黄色                     | 橄榄灰褐色     | 橄榄灰褐色，不达尾基 |      |
| 嘉兴亚种   | C. e. styni            | 橄榄黄灰色，中央区域稍深，呈橄榄棕黄色 | 赭黄色或米黄色   | 同背色，背面毛多现黄褐色，黑色尾端区域不明显                                 | 同背色           | 同背色                     | 无             | 无                   |      |
| 越北亚种   | C. e. hendeei          | 暗橄榄褐色                             | 暗栗红色         | 尾端具80～100mm长的纯黑色区域                                                | 黑色             | 橘黄色                     | 无             | 无                   |      |
| 海南亚种   | C. e. insularis        | 橄榄黄灰色                             | 亮栗红色         | 黑色尾端区域的1/2部分毛尖显白色                                              | 橄榄黄灰色       | 淡黄色                     | 暗红色，不明显 | 偶有                 |      |
| 宁波亚种   | C. e. ningpoensis      | 淡褐红色                               | 棕黄或棕红色     | 具30～40mm长黑色端部毛尖染白色                                               | 黑色             | 淡棕黄色                   | 无             | 无                   |      |

## 保护
本种于2023年被收录入《有重要生态、科学、社会价值的陆生野生动物名录》。

## 外部連結
- 維基物種上的相關：赤腹松鼠